# Ponte nelle Alpi
Ponte nelle Alpi – miejscowość i gmina we Włoszech, w regionie Wenecja Euganejska, w prowincji Belluno.
Według danych na styczeń 2009 gminę zamieszkiwało 8499 osób przy gęstości zaludnienia 146,6 os./1 km².